# Фрументьєвка
Фруме́нтьєвка (каз. Фрументьевка) — село у складі Теренкольського району Павлодарської області Казахстану. Входить до складу Алтайського сільського округу.
Населення — 288 осіб (2021; 512 у 2009, 852 у 1999, 898 у 1989).
Національний склад станом на 1989 рік:
- росіяни — 34 %;
- казахи — 31 %;
- німці — 21 %.